# All Killer No Filler
Az All Killer No Filler a Sum 41 együttes első stúdióalbuma, amelyet 2001. május 8-án adtak ki. Több mint 2 millió példányt adtak el belőle, ezzel kétszeres platinalemeznek számít.
Az album első száma, az Introduction to Destruction az Iron Maiden előtti tisztelgésül íródott.
Az album számait Torontóban és Los Angelesben rögzítették. Hossza mindössze 32 perc 13 másodperc. A számok különböző műfajba sorolhatók, bár alapvetően mind a keményebb hangzásvilágot képviselik. Van köztük punk, pop-punk, skate punk és post-grunge is.

## Számok
1. Introduction to Destruction
2. Nothing on My Back
3. Never Wake Up
4. Fat Lip
5. Rhythms
6. Motivation
7. In Too Deep
8. Summer
9. Handle This
10. Crazy Amanda Bunkface
11. All She’s Got
12. Heart Attack
13. Pain for Pleasure

## Közreműködők
- Deryck Whibley – gitár, ének
- Dave Baksh – gitár, vokál
- Cone McCaslin – basszus, vokál
- Steve Jocz – dobok, vokál
- Jerry Finn – producer
- Tom Lord-Alge – keverés
- Jonathan Mannion – fotó, dizájn
- Joe McGrath – technikus
- Sean O’Dwyer – technikus
- Robert Read – asszisztens
- Alan Sanderson – asszisztens
- Katy Teasdale – asszisztens